# Vadim Jusov
Vadim Ivanovič Jusov (in russo Вади́м Ива́нович Ю́сов?; Klavdino, 20 aprile 1929 – Mosca, 23 agosto 2013) è stato un direttore della fotografia russo e professore al Gerasimov Institute of Cinematography.

## Biografia

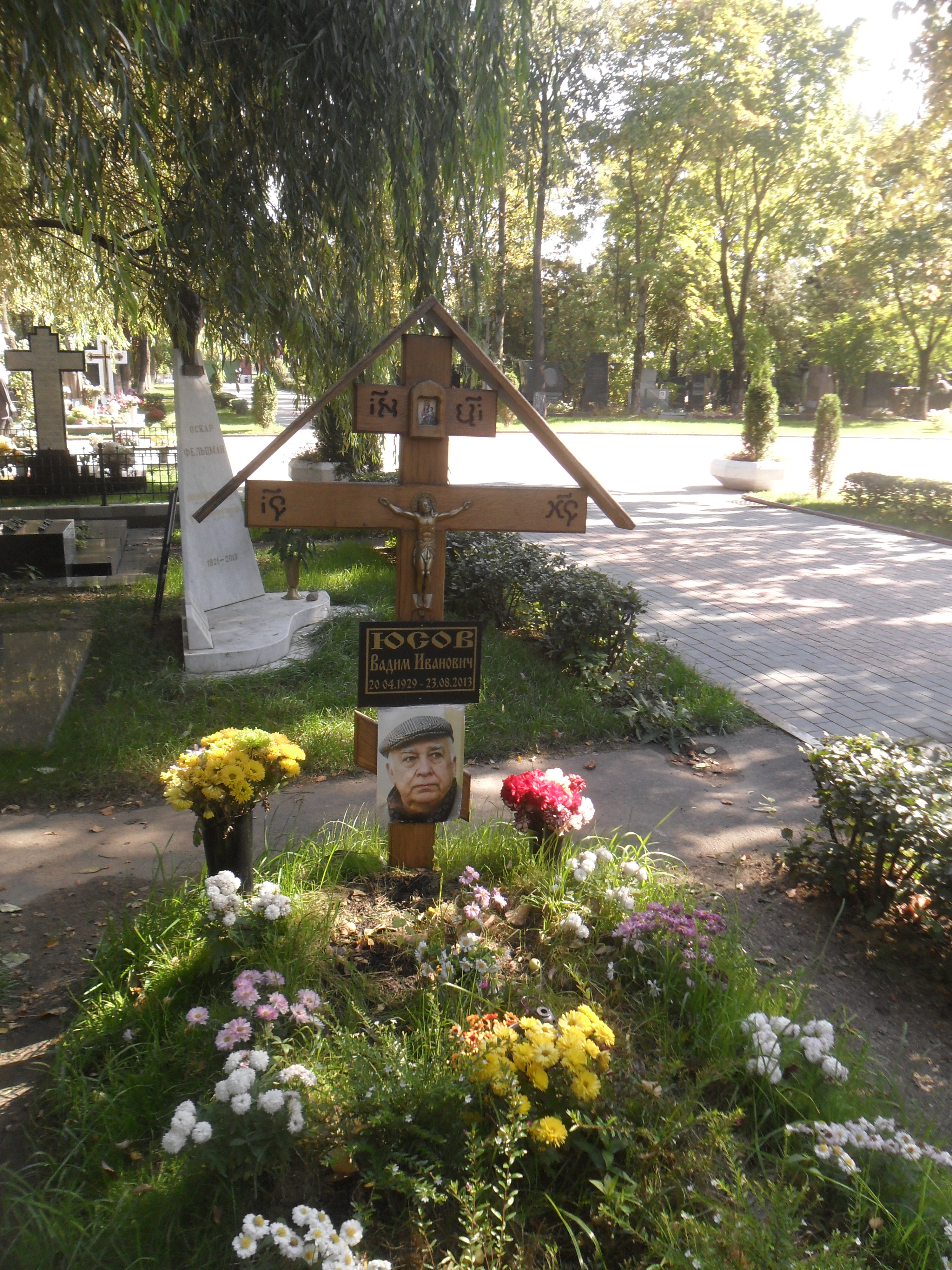
Tomba di Vadim Jusov nel cimitero di Novodevičij di Mosca

Ha studiato presso l'istituto VGIK di Mosca (prestigiosa scuola del cinema russo) diplomandosi nel 1954. Direttore della fotografia capo ai Mosfil'm Studios russi dal 1957 al 1999, è conosciuto principalmente per le sue collaborazioni con Andrej Tarkovskij in Il rullo compressore e il violino (1961), L'infanzia di Ivan (1962), Andrej Rublëv (1966) e Solaris (1972), e per la collaborazione con Georgij Danelija in A zonzo per Mosca (1964).
La sua conoscenza dell'uso del bianco e nero gli ha permesso di distinguersi per la qualità dei prodotti cinematografici in cui ha collaborato, e si ha ragione di credere che il suo lavoro abbia portato spesso a quelle forme espressive che vengono chiamare opere d'arte. Ha inoltre collaborato all'invenzione di molti escamotage che hanno permesso di usare la macchina da presa in modi fino al suo arrivo inusitati.
Ha vinto il premio Nika nel 1992 per Pasport e nel 1993 per Prorva, e vi è stato candidato nel 1989 per Čërnyj monach. Ha inoltre vinto il Golden Osella al Festival di Venezia nel 1988 sempre per Čërnyj monach di Ivan Dychovičnyj. Ha vinto il premio alla carriera al Brothers Manaki International Film Festival del 2004. È stato anche membro della giuria a Festival di Cannes nel 1984 e al quarantacinquesimo Berlino Film Festival nel 1995.

## Filmografia

### Cinema
- Obyknovennyy chelovek, regia di Aleksandr Stolbov (1956)
- Stranitsy iz rasskazu, regia di Boris Kryzhanovsky e Mikhail Tereshchenko (1958) - cortometraggio
- Il rullo compressore e il violino (Katok i skripka), regia di Andrej Tarkovskij (1961)
- L'infanzia di Ivan (Ivanovo detstvo), regia di Andrej Tarkovskij (1962)
- A zonzo per Mosca (Ya shagayu po Moskve), regia di Georgij Danelija (1964)
- Andrej Rublëv (Andrey Rublev), regia di Andrej Tarkovskij (1966)
- Ne goryuy!, regia di Georgiy Daneliya (1969)
- Solaris (Solyaris), regia di Andrej Tarkovskij (1971)
- Sovsem propashchiy, regia di Georgiy Daneliya (1973)
- Hanno combattuto per la patria (Oni srazhalis za rodinu), regia di Sergey Bondarchuk (1975)
- Yuliya Vrevskaya, regia di Nikola Korabov (1978)
- Messico in fiamme (Krasnye kolokola, film pervyy - Meksika v ogne), regia di Sergey Bondarchuk (1982)
- I dieci giorni che sconvolsero il mondo (Krasnye kolokola, film vtoroy - Ya videl rozhdenie novogo mira), regia di Sergey Bondarchuk (1983)
- Boris Godunov, regia di Sergey Bondarchuk (1986)
- Chyornyy monakh, regia di Ivan Dykhovichnyy (1988)
- Pasport, regia di Georgiy Daneliya (1990)
- Prorva, regia di Ivan Dykhovichnyy (1992)
- Anna: 6-18 (Anna ot 6 do 18), regia di Nikita Mikhalkov (1994)
- Out of the Present, regia di Andrei Ujica (1997)
- Kopeyka, regia di Ivan Dykhovichnyy (2002)
- Apelsinovyy sok, regia di Andrey Proshkin (2010)

### Serie TV
- Karl Marks. Molodye gody – serie TV, 4 episodi (1980-1981)
- Podstrochnik – serie TV, episodi 1x1-1x2 (2009)